# Bang Khen (phó huyện)
Bang Khen (tiếng Thái: บางเขน, phát âm [bāːŋ kʰěːn]) là một trong mười phó huyện (tambon) của huyện Mueang Nonthaburi, thuộc tỉnh Nonthaburi, Thái Lan. Phó huyện xung quanh (theo chiều kim đồng hồ) là Tha Sai, Thung Song Hong, Lat Yao, Wong Sawang, Suan Yai, Talat Khwan và Bang Kraso. Toàn bộ khu vực phó huyện được bảo phủ bởi thành phố Nonthaburi (tiếng Thái: เทศบาลนครนนทบุรี). Vào năm 2020, tổng dân số ở đây là 42.600 người.